# Kilmainham
Kilmainham (Cill Mhaighneann en irlandais, signifiant « église de St Maighnenn ») est un quartier de Dublin au sud de la Liffey et à l'ouest du centre-ville, dans le district de Dublin 8. 

## Les Hospitaliers
Le quartier est connu pour le Royal Hospital Kilmainham construit à l'endroit où les Hospitaliers de l'ordre de Saint-Jean de Jérusalem avaient construit leur prieuré. Il héberge désormais le musée irlandais des arts modernes et Kilmainham Gaol, prison où les chefs de l'insurrection de Pâques 1916 furent exécutés.